# Delta Air Lines
Delta Air Lines je veliki američki zračni prijevoznik sa sjedištem u Atlanti, Georgia. Delta Air Lines skupa s ostalim tvrtkama u svom vlasništvu ima preko 5.000 letova dnevno i ima približno 80.000 zaposlenih. Središte im je u međunarodnoj zračnoj luci u Atlanti (Hartsfield-Jackson Atlanta International Airport), što je najprometnija zračna luka u svijetu po broju putnika (preko 91 milijun putnika na godinu) i broju slijetanja i polijetanja. Delta je šesti najstariji akivni zračni prijevoznik u svijetu i najstariji u SAD-u. Delta Air Lines je uz Korean Air, Air France, i Aeroméxico jedan od utemeljitelja SkyTeam udruženja zračnih prijevoznika. Delta Air Lines je u 2011. bio najveći zračni prijevoznik u svijetu po broju zrakoplova te prvi u svijetu po broju prevezenih putnika u 2012. Jedan je od svega nekoliko zračnih prijevoznika u svijetu koji ima letove prema svih šest naseljenih kontinenata.
Današnji Delta Air Lines nastao je kao rezultat spajanja mnogih zračnih prijevoznika tijekom perioda od 80 godina. Posljednje je bilo spajanje s Northwest Airlinesom 29. listopada 2008. pri čemu je Delta Air lines postao najveći svjetski zračni prijevoznik. Postupak je potpuno završen 31. siječnja 2010. kada je ugašeno ime i brand Northwest Airlines.
11. prosinca 2012. Delta je objavila da preuzima 49% udjela u Virgin Atlanticu za 360 milijuna USD. Taj udjel je prije držao Singapore Airlines.  Kao dio ovog sporazuma, oba zračna prijevoznika dijele troškove i prihode od svih svojih zajedničkih letova. Kako je najavljeno, dva prijevoznika planiraju imati 31 let između Ujedinjenog Kraljevstva i Sjeverne Amerike, uključujući devet dnevnih letova iz Londona za New York.

## Flota
Delta u svojoj floti ima više od 700 Airbus, Boeing i McDonnell Douglas zrakoplova. Posjeduju najveći broj Boeing 757, Boeing 767 i Airbus A330 zrakoplova od bilo kojeg drugog američkog zračnog prijevoznika kao i najveći btoj McDonnell Douglas MD-88 i McDonnell Douglas MD-90 zrakoplova u svijetu. Svi Airbus zrakoplovi koji se trenutno nalaze u floti su pripadali pripojenom Northwest airlines-u.
| Zrakoplov                            | U floti | Naručeno | Broj putnika | Broj putnika | Broj putnika | Broj putnika | Broj putnika | Bilješke                                                                                   |
| Zrakoplov                            | U floti | Naručeno | F*           | J*           | Y+*          | Y*           | Ukupno       | Bilješke                                                                                   |
| ------------------------------------ | ------- | -------- | ------------ | ------------ | ------------ | ------------ | ------------ | ------------------------------------------------------------------------------------------ |
| Airbus A319-100                      | 57      | —        | 12           | 0            | 18           | 96           | 126          | 7 zrakoplova namijenjenih za VIP charter                                                   |
| Airbus A320-200                      | 69      | —        | 12           | 0            | 18           | 120          | 150          | Stariji zrakoplovi će biti zamijenjeni s Boeing 737-900ER.                                 |
| Airbus A321-200                      | —       | 45       | 20           | 0            | 22           | 148          | 190          | Isporuke između 2016. i 2017.                                                              |
| Airbus A330-200                      | 11      | —        | 0            | 34           | 32           | 168          | 234          |                                                                                            |
| Airbus A330-300                      | 21      | 10       | 0            | 34           | 32           | 227          | 293          | Nove isporuke od 2015. do 2017.                                                            |
| Airbus A330neo                       | —       | 25       | u najavi     | u najavi     | u najavi     | u najavi     | u najavi     | Prvi kupac ovog tipa zrakoplova                                                            |
| Airbus A350                          | —       | 25       | u najavi     | u najavi     | u najavi     | u najavi     | u najavi     |                                                                                            |
| Boeing 717-200                       | 66      | 25       | 12           | 0            | 15           | 83           | 110          |                                                                                            |
| Boeing 737-700                       | 10      | —        | 12           | 0            | 18           | 94           | 124          |                                                                                            |
| Boeing 737-800                       | 73      | —        | 16           | 0            | 18           | 126          | 160          |                                                                                            |
| Boeing 737-900ER                     | 39      | 61       | 20           | 0            | 21           | 139          | 180          | Isporuke do 2018. Zamjenjuju starije Boeing 757-200, 767-300 i Airbus A320.                |
| Boeing 747-400                       | 13      | —        | 0            | 48           | 42           | 286          | 376          |                                                                                            |
| Boeing 757-200 Za domaće letove      | 105     | —        | 22           | 0            | 18           | 141          | 181          | Najveći korisnik Boeinga 757-200 Stariji zrakoplovi će biti zamijenjeni s Boeing 737-900ER |
| Boeing 757-200 Za domaće letove      | 105     | —        | 22           | 0            | 19           | 141          | 182          | Najveći korisnik Boeinga 757-200 Stariji zrakoplovi će biti zamijenjeni s Boeing 737-900ER |
| Boeing 757-200 Za domaće letove      | 105     | —        | 22           | 0            | 21           | 132          | 175          | Najveći korisnik Boeinga 757-200 Stariji zrakoplovi će biti zamijenjeni s Boeing 737-900ER |
| Boeing 757-200 Za domaće letove      | 105     | —        | 24           | 0            | 21           | 135          | 180          | Najveći korisnik Boeinga 757-200 Stariji zrakoplovi će biti zamijenjeni s Boeing 737-900ER |
| Boeing 757-200 Za domaće letove      | 105     | —        | 26           | 0            | 26           | 132          | 184          | Najveći korisnik Boeinga 757-200 Stariji zrakoplovi će biti zamijenjeni s Boeing 737-900ER |
| Boeing 757-200 Za domaće letove      | 105     | —        | 20           | 0            | 29           | 150          | 199          | Najveći korisnik Boeinga 757-200 Stariji zrakoplovi će biti zamijenjeni s Boeing 737-900ER |
| Boeing 757-200 Za međunarodne letove | 18      | 5        | 0            | 16           | 44           | 108          | 168          | 5 rabljenih zrakoplova će kupiti do kraja 2015.                                            |
| Boeing 757-300                       | 16      | —        | 24           | 0            | 32           | 178          | 234          |                                                                                            |
| Boeing 767-300                       | 16      | —        | 30           | 0            | 28           | 203          | 261          |                                                                                            |
| Boeing 767-300ER                     | 58      | —        | 0            | 26           | 29           | 171          | 226          | Najveći operator of the Boeing 767-300ER.                                                  |
| Boeing 767-300ER                     | 58      | —        | 0            | 36           | 29           | 143          | 208          | Najveći operator of the Boeing 767-300ER.                                                  |
| Boeing 767-300ER                     | 58      | —        | 0            | 36           | 32           | 143          | 211          | Najveći operator of the Boeing 767-300ER.                                                  |
| Boeing 767-400ER                     | 21      | —        | 0            | 40           | 28           | 178          | 246          | Najveći operator Boeing 767-400ER.                                                         |
| Boeing 777-200ER                     | 8       | —        | 0            | 45           | 36           | 188          | 269          |                                                                                            |
| Boeing 777-200LR                     | 10      | —        | 0            | 45           | 36           | 188          | 269          |                                                                                            |
| Boeing 787-8                         | —       | 18       | u najavi     | u najavi     | u najavi     | u najavi     | u najavi     | Prve isporuke 2020.                                                                        |
| McDonnell Douglas MD-88              | 117     | —        | 16           | 0            | 15           | 118          | 149          |                                                                                            |
| McDonnell Douglas MD-90-30           | 65      | —        | 16           | 0            | 15           | 129          | 160          | Najveći operator McDonnell Douglas MD-90.                                                  |
| Ukupno                               | 793     | 214      |              |              |              |              |              |                                                                                            |

* F, J, Y+ i Y su kodovi koji označavaju klasu sjedala u zrakoplovima, a određeni su od strane Međunarodne udruge za zračni prijevoz.

## Središnji gradovi
Delta ima sedam domaćih i tri međunarodna središta.

### Statistika središnjih gradova
Statistika svakod od deset Delta središta u prosincu 2013.